# Индекс корпоративных облигаций ММВБ
Индекс корпоративных облигаций ММВБ (MCX: RUCBITR) представляет собой взвешенный по объёмам выпусков индекс облигаций корпоративных эмитентов, допущенных к обращению на Московской бирже. Индекс рассчитывается с 1 января 2003 года (базовое значение 100 пунктов).

## Методики расчета Индекса корпоративных облигаций ММВБ
Расчёт индекса производится по трём методикам:
1. MICEX CBI CP — Методика индекса «чистых» цен (англ.)(clean price index);
2. MICEX CBI GP — Методика индекса «грязных» цен (англ.)(gross price index);
3. MICEX CBI TR — Методика индекса совокупного дохода (англ.) (total return index (англ.)).

## База расчета Индекса корпоративных облигаций ММВБ
Облигации могут быть включены в базу расчета индекса MICEX CBI при соответствии требованиям предъявляемым к рейтингу кредитоспособности эмитента, ликвидности, минимальному объёму выпуска по номиналу, а также сроку до даты погашения или ближайшей оферты. При включении облигаций в базу расчета индекса MICEX CBI учитываются кредитные рейтинги, присвоенные эмитентам облигаций международными агентствами Standard & Poor’s, Moody’s и Fitch Ratings, а также российскими рейтинговыми агентствами: RusRating, Эксперт РА, Национальное Рейтинговое Агентство и АК&M. При этом для включения в базу расчёта индекса выпуск облигаций должен соответствовать следующим условиям:
- объём выпуска по номиналу — не менее 3 млрд руб.;
- срок до погашения/ближайшей оферты (на период действия базы расчёта) — не менее 6 мес.;
- среднедневной объём сделок за квартал — не менее 3 млн руб.

Индекс пересчитывается в реальном времени при совершении каждой сделки с облигациями. Для расчёта индексов и включения облигаций в базы расчёта учитываются сделки, заключённые в Режиме основных торгов и Режиме переговорных сделок со сроком исполнения до 3—х дней (используемые коды расчётов — T0, B0-B3).
Правилами расчета Индекса корпоративных облигаций ММВБ предусмотрен чёткий и прозрачный механизм формирования базы расчёта индекса, кроме того они в полной мере отвечают международным стандартам построения фондовых индексов: облигационные индексы ММВБ разработаны в соответствии с рекомендациями Европейской комиссии по облигациям (European bond commission) Европейской федерации финансовых аналитиков (European Federation of Financial Analysts Societies). База расчета Индекса корпоративных облигаций ММВБ пересматривается ежеквартально.

## Дополнительные индексы
Наряду с расчётом основных индексов, осуществляется расчёт суб-индексов для двух дополнительных баз расчёта, сегментированных по срокам до погашения или ближайшей оферты облигаций от 6 мес. до 2,5 лет и от 2,5 лет до 5 лет: MICEX CBI 3Y и MICEX CBI 5Y.

## Справочная информация. Даты начала расчёта и начальные значения индекса MICEX CBI
| База расчета | База расчета        | Способ расчета индекса | Способ расчета индекса | Способ расчета индекса    |
| База расчета | База расчета        | Ценовой индекс         | Валовый индекс         | Индекс совокупного дохода |
| --- | ------------------- | ---------------------- | ---------------------- | ------------------------- |
| Основная база расчёта | Дата начала расчета | 31.12.2002             | 21.04.2008             | 31.12.2002                |
| Основная база расчёта | Начальное значение  | 100,00                 | 99,59                  | 100,00                    |
| Дополнительные базы расчета (включающие облигации со сроками до погашения свыше 1 года, но не более 3 лет, и со сроком до погашения свыше 3 лет, но не более 5 лет) | Дата начала расчета | 30.12.2005             | 30.12.2005             | 30.12.2005                |
| Дополнительные базы расчета (включающие облигации со сроками до погашения свыше 1 года, но не более 3 лет, и со сроком до погашения свыше 3 лет, но не более 5 лет) | Начальное значение  | 101,84                 | 101,84                 | 134,73                    |

## Использование Индекса корпоративных облигаций ММВБ
Индекс MICEX CBI позволяет отслеживать как общее направление, так и краткосрочные колебания на рынке российских корпоративных облигаций, оценивать эффективность инвестиций в данные инструменты, строить прогнозы развития рынка.
Идентификаторы Индекса корпоративных облигаций ММВБ.
| ФБ Московская биржа(MOEX) | MICEXCBITR   |
| ISIN                      | RU000A0JPT17 |

## Формулы расчета
1. Расчёт ценовых индексов для каждой базы расчета производится по следующей формуле:
{\displaystyle PI_{t}=D*PI_{t-1}\times {\frac {\displaystyle \sum \limits _{i}{P_{i,t}\times N_{i,t-1}}}{\displaystyle \sum \limits _{i}{P_{i,t-1}\times N_{i,t-1}}}}}
2. Расчёт индексов совокупного дохода для каждой базы расчета производится по следующей формуле:
{\displaystyle CI_{t}=D*CI_{t-1}\times {\frac {\displaystyle \sum \limits _{i}{(P_{i,t}+A_{i,t}+G_{i,t})\times N_{i,t-1}}}{\displaystyle \sum \limits _{i}{(P_{i,t-1}+A_{i,t-1})\times N_{i,t-1}}}}}
3. Расчёт валовых индексов для каждой базы расчета производится по следующей формуле:
{\displaystyle GI_{t}=PI_{t}\times (1+AI_{t})}, где {\displaystyle AI_{t}={\frac {\displaystyle \sum \limits _{i}A_{i,t}\times N_{i,t-1}}{\displaystyle \sum \limits _{i}P_{i,t}\times N_{i,t-1}}}}
Обозначения:
- {\displaystyle PI_{t}} — значение ценового индекса в момент времени t;
- {\displaystyle CI_{t}} — значение индекса совокупного дохода в момент времени t;
- {\displaystyle GI_{t}} — значение валового индекса в момент времени t;
- {\displaystyle P_{i,t}} — цена облигации i-го выпуска в момент времени t, выраженная в рублях;
- {\displaystyle D} — поправочный коэффициент, отличный от единицы в день изменения каждой из баз расчёта и определяемый как отношение значения ценового индекса на день t, рассчитанного на основе ранее действовавшей базы расчёта, к значению ценового индекса, рассчитанному на день t по новой базе расчёта;
- {\displaystyle \displaystyle \sum \limits _{i}{(P_{i,t}\times N_{i,t-1})}} — суммарная рыночная стоимость облигаций (без учёта НКД), включенных в базу расчета в день t;
- {\displaystyle \displaystyle \sum \limits _{i}{(P_{i,t}+A_{i,t}+G_{i,t})}} — суммарная рыночная капитализация облигаций, включенных в базу расчета в день t;
- {\displaystyle A_{i,t}} — накопленный купонный доход облигации i-го выпуска в день t, выраженный в рублях;
- {\displaystyle G_{i,t}} — сумма выплаченного в день t купонного дохода по облигации i-го выпуска, выраженного в рублях;
- {\displaystyle N_{i,t-1}} — объём i-го выпуска облигаций, определённый по итогам t-1 дня, выраженный в штуках ценных бумаг